# Diplovertebron

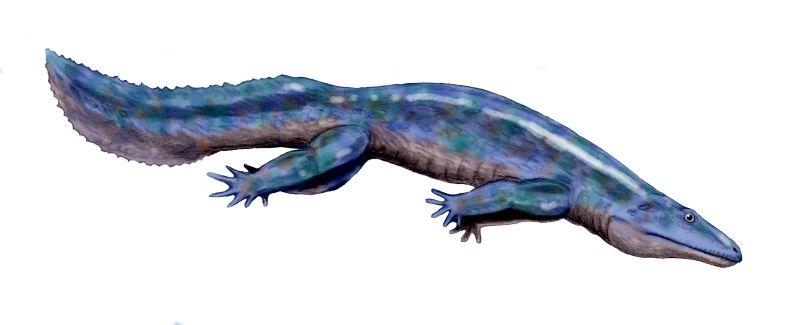
Реконструкція

Diplovertebron — вимерлий рід емболомер, що жив у пізньому карбоновому періоді (московському), приблизно 310 мільйонів років тому. Diplovertebron був твариною середнього розміру, близько 50 см в довжину. Представники роду населяли європейські карбонові болота на території сучасної Чехії. Вони були тісно пов'язані з більшими чотириногими болотами, такими як Proterogyrinus і Anthracosaurus. Однак Diplovertebron були набагато меншими за цих великих крокодилоподібних істот. Відомий від одного виду, Diplovertebron punctatum, цей рід мав складну історію, тісно пов'язану з Gephyrostegus, іншим родом малих, схожих на рептилій земноводних.

## Опис
Історичні розповіді про Diplovertebron між 1926 і 1967 роками зазвичай реконструювали його як рептилійну наземну тварину з п'ятипалими руками і ногами. Однак ці реконструкції були створені з використанням більш повних скелетних останків Gephyrostegus і Solenodonsaurus, які в той час вважалися синонімами Diplovertebron. Без цих скелетів викопні рештки Diplovertebron набагато обмеженіші. Тепер вважається, що Diplovertebron був частково або повністю водним, подібним до інших емболомерів, таких як Archeria і Proterogyrinus. Тим не менш, він, ймовірно, був схожий на Gephyrostegus з точки зору загальних пропорцій.